# Iriana Joko Widodo
Iriana, née le 1er octobre 1963 à Surakarta, est la femme du président indonésien Joko Widodo. Elle est Première dame du pays depuis du 20 octobre 2014 au 20 octobre 2024.